# Símbols del cristianisme
Aquest article recull alguns dels principals símbols del cristianisme, tant els lligats a la mateixa religió com els consagrats per l'art i altres manifestacions culturals. Molts d'ells provenen de tradicions anteriors i van ser assimilats i transformats.

## Símbols per referir-se a la religió

### Creu Cristiana

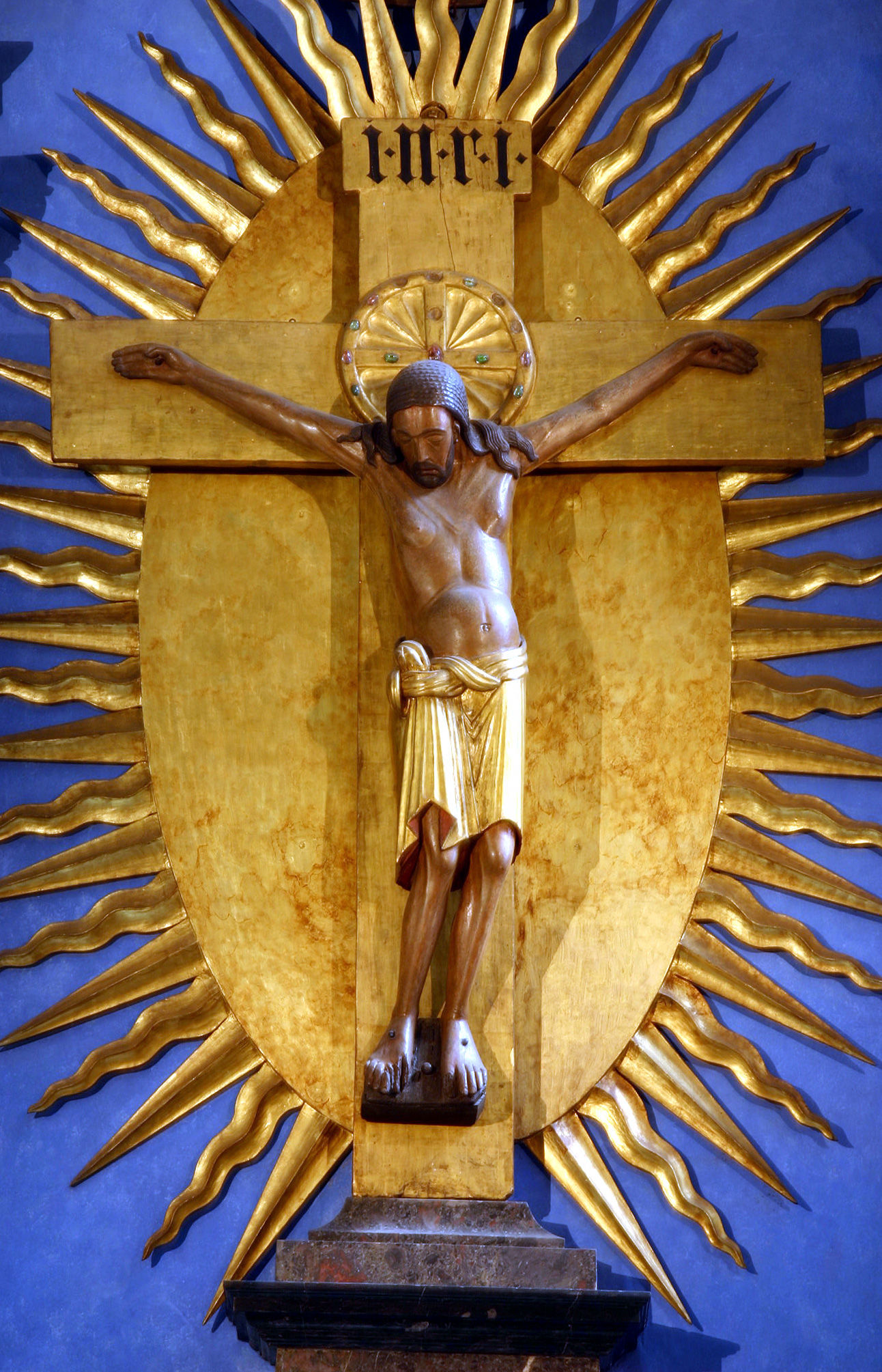
El crucifix, una creu amb el cos de Crist, un símbol utilitzat pels anglicans, luterans i catòlics, en contraposició a part dels protestants, que utilitzen només la creu.

La creu cristiana simbolitza el sacrifici de Jesucrist per la humanitat, portant la seva creu i morint en ella simbolitza que Jesús és el Crist, "va dur la humanitat sobre les seves espatlles i va morir en ella i per ella". Per això el símbol de la creu és respectat per tots els pobles encara que siguin d'altres tendències de la religió cristiana. És curiós saber, però, que la creu invertida també té un profund significat catòlic. Es tracta de la creu petrina, en honor de la humilitat de Sant Pere. Simó Pere va dir, quan estava a punt de morir crucificat en martiri, que ell no era "digne de morir com el seu mestre", per la qual cosa va demanar ésser crucificat cap per avall, a l'inrevés que Jesús. D'aquí que es defensi l'ús cristià d'aquest símbol, rescatant-lo d'uns continguts popularment anticristians.

#### INRI
INRI era el cartell que els romans penjaren dalt de la creu en senyal de burla cap a Jesús, amb el text en llatí: Iesus Nazarenus Rex Iudaeorum, Jesús de Natzaret, Rei dels Jueus.

### Creu monogramàtica
Creu monogramàtica, amb les lletres alfa (α) i omega (Ω): Gravat en una de les inscripcions funeràries de la Necròpoli paleocristiana. MNAT(P) 335.

### Estaurograma
L'estaurograma era un tipus de creu usada pels antics cristians en manuscrits.

### Peix
Abans de la creu el símbol dels cristians era el peix. El símbol del peix, l'ichtus, era el que identificava els primers cristians. L'ichtus o ichthys és un símbol format per dos arcs que s'intercalen de forma que dibuixen el perfil d'un peix.
El peix (l' ichtus o ichthys) és un símbol format per dos arcs que s'intercalen de forma que dibuixen el perfil d'un peix. Quan els primers cristians eren perseguits per Roma, aquest símbol va ser emprat com a símbol secret que els identificava. Quan un cristià dibuixava unes línies rectes i corbes a terra, de forma aparentment aleatòria, de les quals una d'elles era un arc circular (mig ichtus). Si l'altra persona amb la qual parlava dibuixava més línies i completava la figura, ambdós sabien que eren cristians.
Des del segle i fins al IV, el símbol del peix es representava també al costat d'altres símbols cristians, com el colom, l'àncora o el monograma de Crist, tal com els trobem en multitud de llocs. La forma del peix va tenir poca rellevancia, excepte des del s.II que se solia utilitzar la forma del dofí, sembla que per l'estima popular que tenia el mamífer que se'l considerava com un amic de l'home. A partir del segle iv dC, gradualment, el símbol del peix desapareix, llevat d'exemples ornamentals que trobem en piles o copes baptismals.

### El pa i el vi
El pa i el vi són uns símbols molt representatius del Cristianisme, atès que en l'Últim sopar que va fer Jesús amb els dotze Apòstols els va oferir pa i vi i els va dir que "beguessin la seva sang i mengessin del seu cos [el pa]". Es fa referència durant l'eucaristia en què es reparteix l'òstia i vi a aquells qui combreguen.

## Símbols de Jesús

### El "peix"
La figura del peix cristià representava la "resurrecció de Jesucrist".

### Crismó
La representació més important, no obstant això, era el Crismó, el monograma format per les primeres lletres gregues del nom de Crist, XP khi i rho, que es va usar profusament per a decorar els llocs sagrats. Sobre les tombes dels màrtirs es representaven Crismons amb una branca de palmell en comptes de la lletra P, simbolitzant la victòria de Crist, i els monogrames amb un triangle en el centre expressaven el Misteri de la Trinitat.
L'any 312 l'emperador Constantí el Gran, en la nit prèvia a la batalla decisiva contra Maxenci, el seu principal rival pel tron de l'Imperi, va somiar que Crist se li apareixia i li deia que gravés aquestes dues lletres, XP, en la part superior dels estendards dels seus exèrcits. L'endemà, diu la llegenda que va veure aparèixer aquest segell, amb l'afegit d'una barra transversal formant la imatge d'una Creu, sobre l'esfera encegadora del sol i, sota, les paraules gregues En toutoi nika, més conegudes en la seva traducció llatina de In hoc signo vinces, "Amb aquest signe venceràs". A finals del s. V el Crismó va ser substituït per la creu cristiana o vera crux.
Per tant, el significat de la creu arriba a ser el mateix que el del Crismó. Al començament del cristianisme la creu no va ser símbol de cap tipus d'adoració. Els primers cristians ignoraven completament el símbol del martiri.

### El Bon Pastor
El Bon Pastor era la representació simbòlica de Crist com a pastor d'homes que guia al seu ramat (els seus fidels) cap al bon camí.

## Altres símbols usuals

### Àliga
Els primers cristians conegueren una antiga llegenda en què l'àliga renovava la seva joventut en llançar-se tres vegades a una font d'aigua pura. Els cristians van prendre l'àliga com a símbol del Bateig, en què el neofòlit se submergeix tres vegades (per la trinitat) per obtenir una nova vida. L'àliga és també símbol de Jesucrist i la seva naturalesa divina. Aquesta és l'emblema de Sant Joan Baptista.

### El Colom
El colom amb una branca al bec simbolitzava a l'Esperit Sant, fou prés de l'Antic Testament com a representació de l'esperança en els capítols sobre Noè i el diluvi universal.

### Aurèola
L'aurèola és un símbol similar a una corona que es posa sobre els caps dels sants quan se'ls dibuixa.